# Martwe Bagna
Martwe Bagna – rozległe, cuchnące bagna ze stworzonej przez J.R.R. Tolkiena mitologii Śródziemia.
Rozpościerały się na równinie Dagorlad, na północ od Mordoru, na wschodnim brzegu Anduiny. Ich nazwa pochodzi od rozegranej tam bitwy na Dagorlad, w której spotkały się wielkie armie: ludzie i elfowie z Ostatniego Sojuszu walczyli przeciw siłom Saurona. Po bitwie zwłoki elfów i ludzi pogrzebano na terenie równiny, następnie zalanej. Tak utworzyły się Bagna, znane też jako „rozlewiska topielców” (ang. The Mere of Dead Faces). W tych bagnach utonęło też wielu uciekinierów z armii Woźników, rozbitej przez Gondorczyków w 1944 roku Trzeciej Ery.
W rozdziale Dwóch wież pt. Przez moczary (ang. The Passage of the Marshes) bagna zostały opisane w ten sposób:

Krajobraz był ponury i monotonny. Chłodna, lepka zima trwała jeszcze na tym pustkowiu. Nic się nie zieleniło, prócz bladego kożucha wodorostów na ciemnych zwierciadłach mętnych, gęstych wód. Zwiędła trawa i butwiejące trzciny sterczały z morza mgły jak nędzne pamiątki po zapomnianym od dawna lecie.

Pod koniec Trzeciej Ery biegła tamtędy trasa wędrówki hobbitów: Frodo Bagginsa i Samwise’a Gamgee, prowadzonych przez Golluma. Hobbici widzieli umarłych pod wodą, a Gollum powiedział: „Nie można ich dosięgnąć, nie można ich dotknąć. (…) To są cienie, można je tylko widzieć, nie można ich dotknąć. Nie, mój skarbie. Oni wszyscy umarli”. Widzieli też błędne ogniki unoszące się nad bagnami, nazwane przez Golluma „świecami umarłych”. Ci, którzy ulegną ognikom i będą próbowali dosięgnąć martwych ciał, mogą wpaść w bagna „i przyłączyć się do umarłych, i zapalić swoje świeczki”. W książce z takiego transu Sam wyrwał Froda.
Wzmianka o Martwych Bagnach znajduje się w Listach Tolkiena, gdzie ten odniósł się do argumentu, że I wojna światowa miała wpływ na fabułę Władcy Pierścieni. Napisał, że Martwe Bagna i marsz w kierunku Morannonu były inspirowane polem bitwy nad Sommą, ale w większej mierze tekstami The House of the Wolfings i The Roots of the Mountains Williama Morrisa.